# Paterson (diktverk)
Paterson är ett diktverk av den amerikanske poeten William Carlos Williams.
Verket består av fem böcker och ytterligare ett utkast till en sjätte bok. Dessa fem böcker publicerades var för sig åren 1946-1958 och hela verket kom ut i sin helhet 1963. Det betraktas som Williams centrala verk.  Hans tidiga essäsamling In the American Grain (1925) har omtalats som en inledning till denna senare diktcykel med dess pånyttskrivande av amerikansk historia.  Den är lika mycket ett poetiskt monument över staden Paterson som en personifikation av samma stad. Som helhet är dock diktens tre huvudsakliga ämnesområden människan (eller mannen) Paterson och staden Paterson samt identitet.  Diktens tema koncentrerar sig på moderniseringens process och dess följder.

## Fotnoter
1. ↑  Tre essäer ur just In the American Grain finns på svenska i volymen Medicinen, Amerika och Dikten (Bo Cavefors Bokförlag, 1976). Dessa ingår i avdelningen "Amerika" och är Tenochtitláns förstörelse, Jacataqua och Att sjunka.